# 今立吐酔
今立 吐酔（いまだて とすい、1855年3月14日〈安政2年1月26日〉 - 1931年〈昭和6年〉）は、日本の教育者（理学士）・外交官。京都府京都中学校（現京都府立洛北高等学校・附属中学校）初代校長。

## 経歴
安政2年（1855年）、越前国今立郡松成村（現・福井県鯖江市松成町）の浄土真宗本願寺派の満願寺の第14世今立乗永の五男として生まれる。幼名は芳丸。神童と言われるほど幼い頃から優れた才能を現した。14、5才の時に吐酔と改名。
旧暦1871年（明治4年）、福井藩の藩校明新館（旧明道館）に入学、アメリカ人理化学者ウィリアム・グリフィスに学ぶ。
1972年（明治5年）1月にグリフィスが大学南校（東京大学の前身の1つ）教授に転じて福井を去った後、武生進修小学校で1年間英語を教えた（教え子に松本源太郎・土肥慶蔵がいた）。
新暦1973年（明治6年）8月、グリフィスを追って上京、その私邸に寄寓。
1874年（明治7年）4月に大学南校が改称された開成学校に入学するが、7月には帰国するグリフィスに随い渡米。
1875年（明治8年）3月、ペンシルベニア大学に入学。この頃、グリフィスの『皇国』（The Mikado's Empire）執筆に協力した。
1879年（明治12年）、バチェラー・オブ・サイエンスの学位（専攻は化学）を取得し卒業、成績は優秀であったという。
1879年（明治12年）に帰国後、10月に京都府に雇われ学務課に出仕。
1881年（明治14年）7月、京都府中学校（京都府京都中学校の前身）の理化学教師を委嘱され、英語・万国史・物理・化学を教授。
1882年（明治15年）5月、京都府京都中学校初代校長に就任。化学の授業も受け持ち、語学練習のため説明・質問にはずべて英語を用いた。この頃、実験器具・書籍＿薬品が不足していたため、東京へ出向き、東京大学教授山川健次郎に大学で不要になった物品の払い下げを依頼した。また、京都府知事北垣国道と共に、大阪にあった第三高等中学校（第三高等学校の前身）の京都移転にも尽力した（1889年移転）。
1887年（明治20年）6月、京都中学校校長を退任し、外務省翻訳官奏任官四等に叙任される。1888年（明治21年）7月、公使館書記官に任じられ在清国北京在勤を被命。1889年（明治22年）5月に臨時代理公使、1890年（明治23年）1月には在北京公使館出納官吏を兼務。7月に正七位に叙せられた。
1892年（明治25年）7月、福岡県立尋常中学修猷館教諭に就任。当時の館長（校長）黒田長成は在京の貴族院議員であったため、館長代理（校長事務代理）も務めた。
1894年（明治27年）8月、兵庫県立神戸商業学校校長に着任。
1895年（明治28年）6月、日清戦争後の占領地総督部民政部事務官に任官、遼東半島の金州に勤務するが、11月に三国干渉による遼東還付条約調印に伴い占領地が返還されたため帰国。
1896年（明治29年）2月、日清戦争の功により勲六等瑞宝章を受領。同年、滋賀県商業学校校長に着任するも、11月に脳充血症を発症し依願退職。
その後、敦賀–琵琶湖–山科–宇治川と繋がる運河を建設して、日本海–大阪湾間の船舶輸送を可能にし、水力発電も行う「日本中央運河計画」を立案。南貞助らと共に発起人となって同事業を担う「日本中央運河株式会社」を設立、内務省及び京都府へ工事起業申請書を提出し、住民の理解を得るために奔走したが、計画は実現しなかった。
1909年（明治42年）7月、横浜地方裁判所並同検事局裁判所通訳嘱託に着任。
1919年（大正8年）12月、同通訳掛書記に着任。
1931年（昭和6年）、娘の嫁ぎ先であった東京市板橋の松谷家を訪れていた時に病に倒れ客死。

## 翻訳
- 『仏教問答』仏書出版会、1886年（ヘンリー・スティール・オルコット著『A Buddhist Catechism』の日本語訳）
- 『The Tannisho (Tract on Deploring The Heterodoxies), An Important Text-book of Shin Buddhism founded by Shinran（歎異抄（異説を歎く論考）─親鸞創設の真宗の重要教典）』鈴木大拙との共訳、東方仏教徒協会、大谷大学、1928年（歎異抄の英訳）